# Trioceros jacksonii
Trioceros jacksonii là một loài thằn lằn trong họ Chamaeleonidae. Loài này được Boulenger mô tả khoa học đầu tiên năm 1896. Nó có nguồn gốc từ Đông Phi, nhưng đã được du nhập đến.

## Hình ảnh

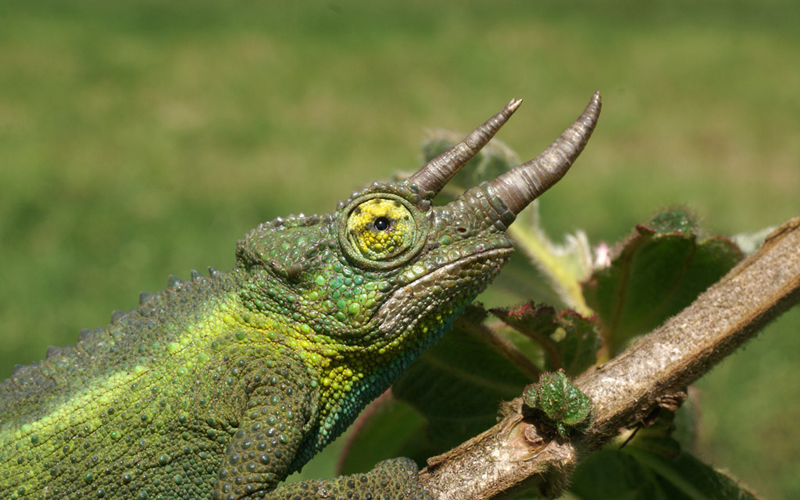
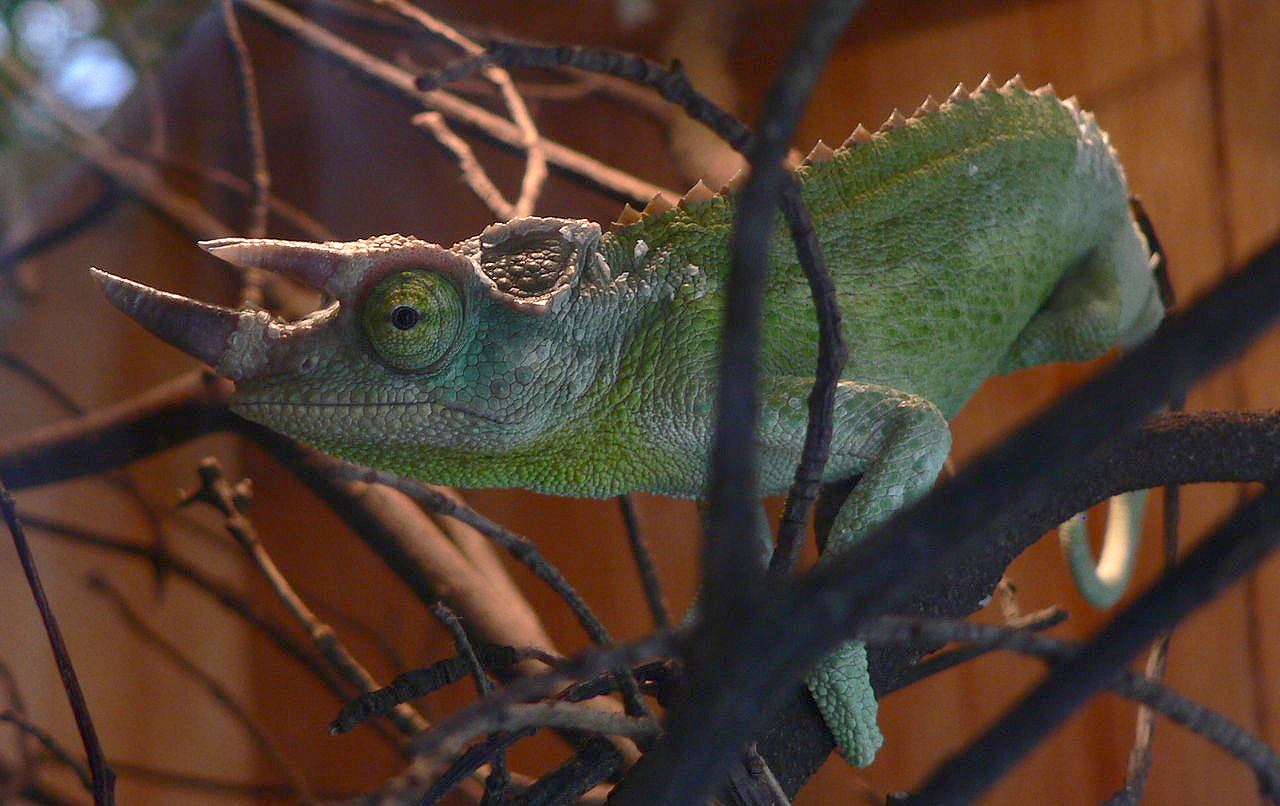
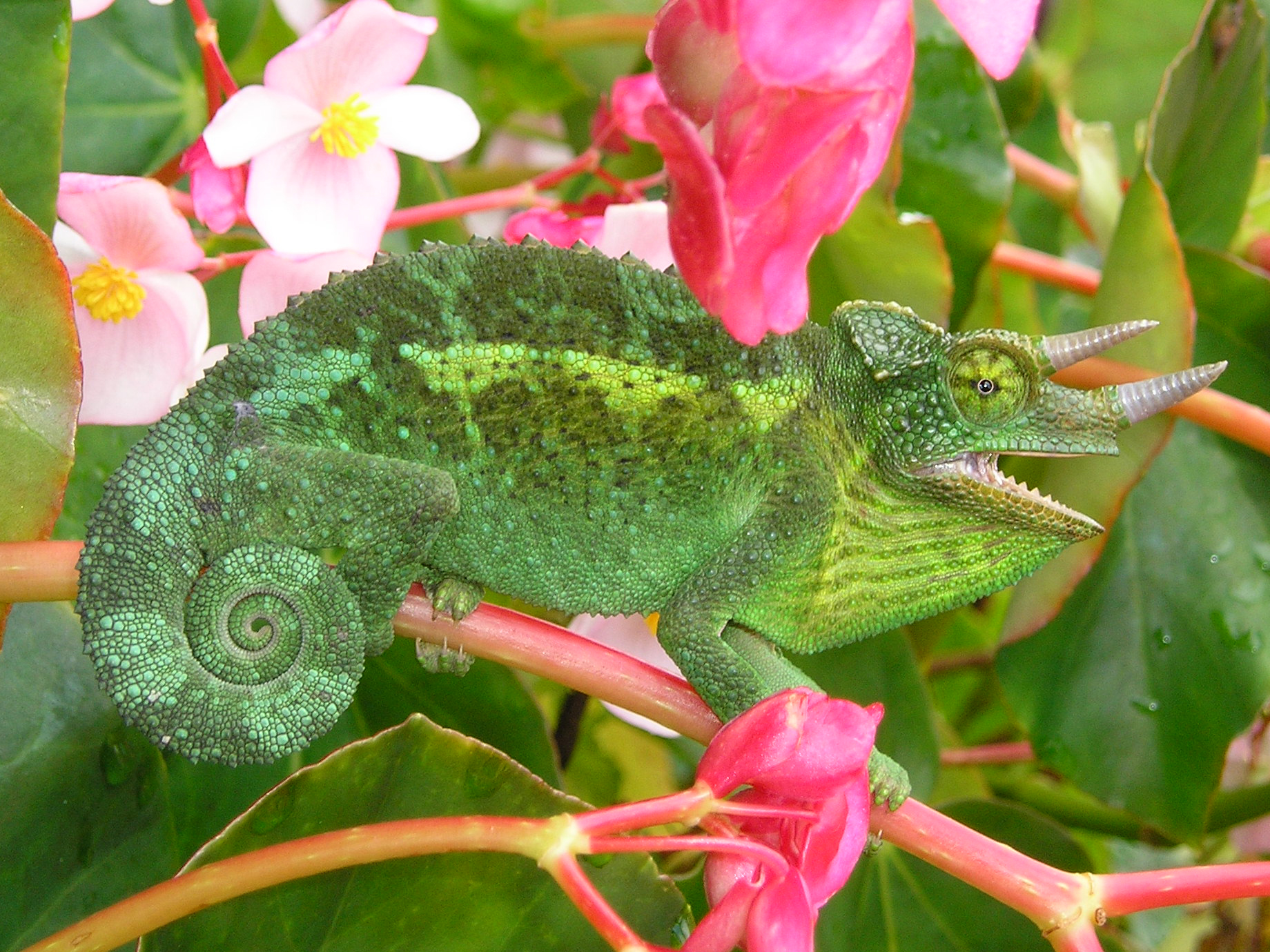